# Will Longstaff
Will Longstaff   (Ballarat, 25 de desembre de 1879 - Littlehampton, 1 de juliol de 1953) va ser un pintor i artista bèl·lic australià més conegut per les seves obres commemoratives dels que van morir a la Primera Guerra Mundial.tor català que va viure de ple l'etapa del modernisme, tot i que a la setor català que va viure de ple l'etapa del modernisme, tot i que a la se

## Biografia

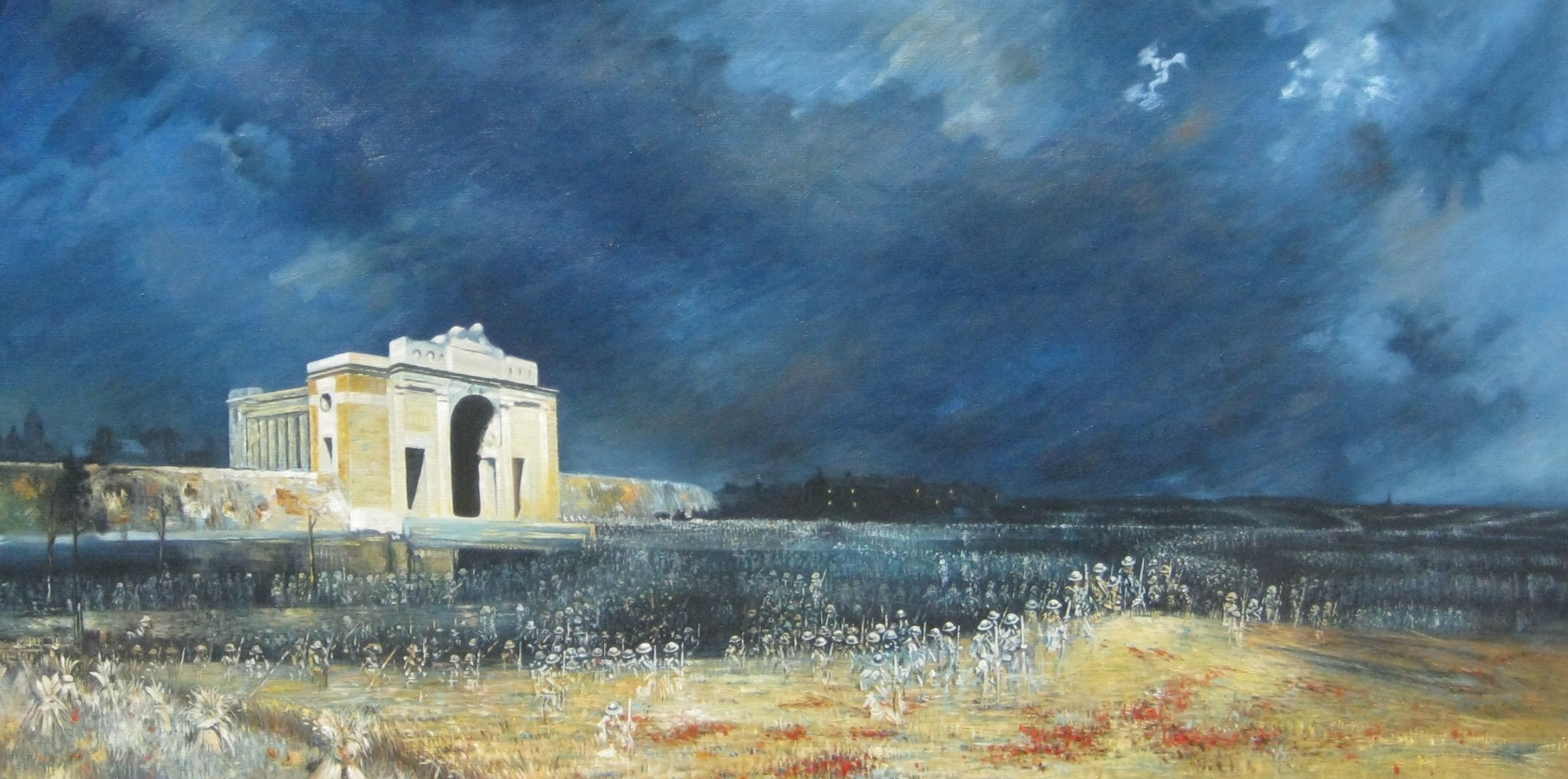
Porta de Menin a mitjanit, 1927

Nascut a Ballarat, Victòria, Longstaff es va educar al Grenville College, Ballarat, va estudiar art a la Ballarat School of Mines i en privat abans d'unir-se a l'exèrcit i servir a la Guerra dels Bòers com a membre del South African Light Horse. Era cosí del retratista Sir John Longstaff.

## Carrera i Primera Guerra Mundial
En tornar a Austràlia, Longstaff va continuar pintant i ensenyant art. Es va allistar a la Força Imperial Australiana a l'esclat de la Primera Guerra Mundial i va resultar ferit a la campanya de Gal·lípoli. L'octubre de 1915 va servir a França i Egipte abans de ser evacuat a Anglaterra el 1917. A Anglaterra, va començar de nou a dibuixar i es va formar en l'art del camuflatge. Durant el seu temps a Egipte, Longstaff havia fet imatges de la Divisió Muntada ANZAC i de les altres unitats. Després del seu nomenament com a Artista Oficial de Guerra el 1918, va produir nombroses obres durant les campanyes finals del Front Occidental.

## Postguerra
Després de la guerra, Longstaff va continuar el seu art, convertint molts dels seus esbossos en pintures. Fins i tot després d'abandonar l'exèrcit, va romandre a Anglaterra, i finalment es va establir a Sussex. A partir de finals de la dècada de 1920, va fer viatges de tornada als camps de batalla de Bèlgica i França i va pintar imatges inquietants amb un estil espiritualista. Entre aquestes obres posteriors hi ha Porta de Menin a mitjanit (1927), probablement la seva més famosa, que representa les figures fantasmals dels soldats que passen pel monument. El quadre va fer una gira per Austràlia el 1928–29. Va ser vist per un rècord de multituds.
La pintura es troba a l’Australian War Memorial, Canberra. El desembre de 2000 , Menin Gate at Midnight va deixar el War Memorial en préstec a la National Gallery of Australia, la primera vegada que abandonava el memorial des de la seva instal·lació el 1941.

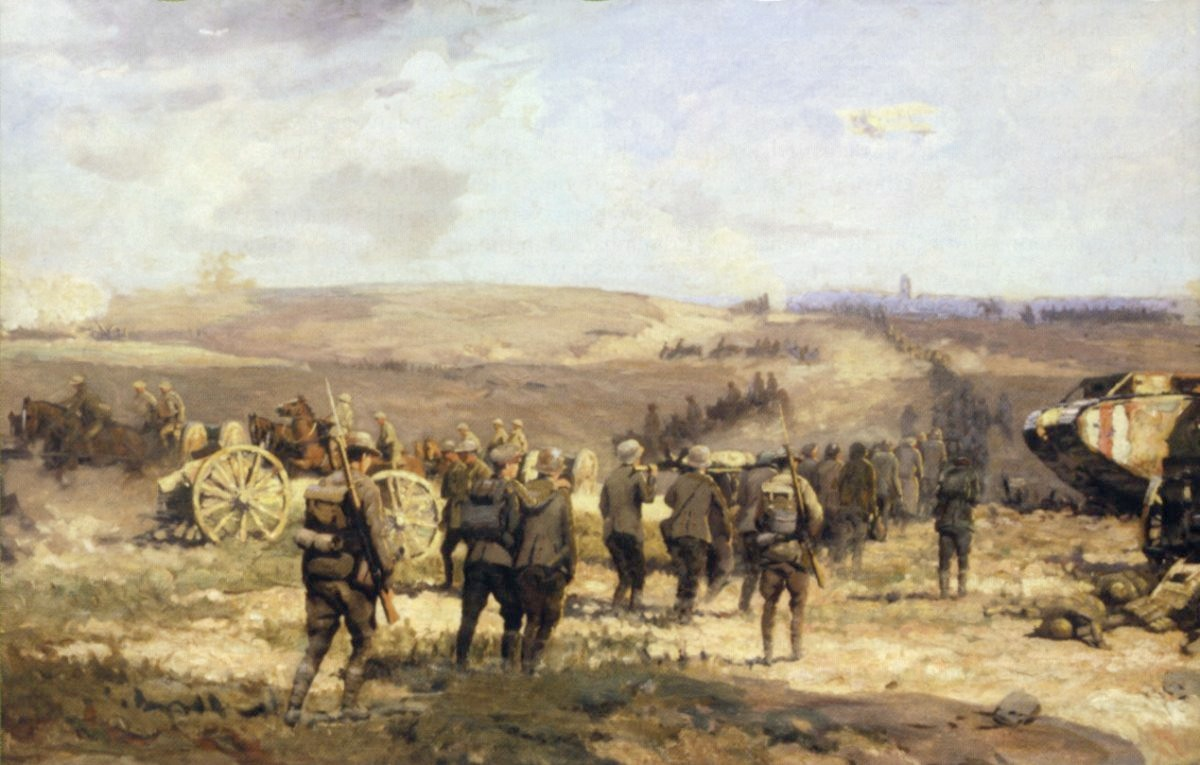
8 d'agost de 1918, 1918-19

Va morir el 1953.

## Obres seleccionades
- 8 d'agost de 1918, 1918–19
- Trencant la línia Hindenburg, 1918–19
- Porta de Menin a mitjanit, 1927
- Santuari immortal (Silenci etern), 1928
- La rereguarda (The spirit of ANZAC), 1928[4]
- Ghosts of Vimy Ridge (Memorial nacional canadenc de Vimy), 1931
- Carilló, 1932
- El tambor de Drake, 1940
- La Batalla d'El Alamein, 1942 Arxivat 2016-03-17 a Wayback Machine. (Museu Nacional de l'Exèrcit), 1942
- Retrat d’Ivy Tresmand, ara al Museu Africana de Johannesburg[5]